# Рихтер, Иоганн Георг Леберехт фон
Иоганн Георг Леберехт Рихтер (с 1832 г. фон Рихтер; 1763—1840) — немецкий лютеранский священник. Генерал-суперинтендент Курляндского консисториального округа (1833—1840).

## Биография
Родился 6 апреля 1763 года в Кётене.
Обучался в Галле — в Педагогиуме Франке, где затем стал учителем древних языков. В 1781—1785 годах изучал богословие в Галльском университете.
В 1786 году приехал в Курляндию; был воспитателем в дворянских родах Кандавы и Цере. В 1794 году он защитил докторскую степень по философии в Галльском университете.
В 1796 году он стал пастором в Лестене, с 1809 года — проповедник в Добеле. Назначенный в консисторский совет в 1814 году, он был произведён в 1824 году в управляющие; с 1825 года также служил пастором в Митаве. С 1829 по 1831 год Рихтер был членом комиссии по составлению проекта общего церковного устава для Евангелическо-лютеранской церкви в России в Санкт-Петербурге.
В 1832 году был занесён в дворянскую родословную книгу Санкт-Петербургской губернии.
После реорганизации провинциальных консисторий, в 1833 году стал генерал-суперинтендентом Курляндского консисториального округа; одновременно занимал пост вице-президента провинциальной консистории Курляндии.
Написал и опубликовал несколько богословских сочинений и 5 июня 1815 года был удостоен Дерптским университетом степени почётного доктора богословия. В 1827 году он получил орден Св. Анны 2-й степени, в 1832 году — орден Св. Владимира 3-й степени и в 1835 году — орден Св. Станислава 2-й степени.
Умер 6 сентября 1840 года в Добеле.

## Семья
Женился в 1801 году на Юлианне Линднер. Их дети:
- Lebrecht Friedrich (1802—1834), доктор философии Кёнигсбергского университета
- Georg Wilhelm (1807—1879)
- Julius Wilhelm Theophil (Юлий Иванович; 1808—1892); его сын — Виктор Юльевич Рихтер (1841—1891)